# Tetraponera plicatidens
Tetraponera plicatidens is een mierensoort uit de onderfamilie van de Pseudomyrmecinae. De wetenschappelijke naam van de soort is voor het eerst geldig gepubliceerd in 1926 door Santschi.